# 卡特勒維爾 (密歇根州)
卡特勒維爾（英語：Cutlerville）是位於美國密歇根州肯特縣拜倫鎮區及蓋恩斯鎮區的一個普查規定居民點。

## 人口
根據2020年美國人口普查的數據，卡特勒維爾的面積為14.89平方千米，當中陸地面積為14.85平方千米，而水域面積為0.04平方千米。當地共有人口17849人，而人口密度為每平方千米1,198.72人。